# Marie Dubas
Marie Dubas (3. September 1894 in Paris – 21. Februar 1972 ebenda) war eine französische Chansonnette, die in den 1920er und 1930er Jahren – und dann wieder in der Nachkriegszeit – Erfolge auf den großen Pariser Musikbühnen feierte, nachdem die deutsche Besetzung Frankreichs im Zweiten Weltkrieg ihre Karriere in Paris unterbrochen hatte.

## Leben und Werk
Der vollständige Name der Künstlerin lautete Anna Marie Dubas. Sie begann ihre Karriere mit 14 Jahren als Bühnenschauspielerin in komischen Rollen am Théâtre de Grenelle in Paris, erlangte aber als Sängerin Bekanntheit. Nach einer Karriere im Operettenfach, die sie wegen einer Stimmbandverletzung aufgeben musste, wandte sie sich dem Chanson zu. Sie orientierte sich am Vorbild Yvette Guilbert, trat in verschiedenen Café-concerts von Montmartre auf, verband Gesangsnummern mit komödiantischen Elementen und erlangte so rasch die Beliebtheit des überwiegend aus Arbeitern zusammengesetzten Publikums. Sie etablierte sich als eine der führenden Vertreterinnen des „chanson réaliste“, stark beeinflusst vom Naturalismus, welches vor allem die Lebenswelt der gesellschaftlich Randständigen – der Schläger, Prostituierten, Zuhälter, Waisen und Kellnerinnen – thematisierte.

### Karriere in den 1920er und 1930er Jahren
Der Erfolg in der Vorstadt ebnete ihr den Weg auf die Bühnen des Casino de Paris, des Bobino und den großen Music Halls vom Montparnasse, wo sie in den 1920er und 1930er Jahren in Operetten, Musicals und in Revuen, unter anderem mit Maurice Chevalier und der Mistinguett, auftrat. Der Textdichter Raymond Asso und die Komponistin Marguerite Monnot kreierten im Januar 1936 das Chanson Mon légionnaire, das Marie Dubas gewidmet und von ihr am 20. Mai 1936 für die Schallplattenfirma Columbia aufgenommen wurde. Bei dieser Aufnahme wurde die Chansonnette von einem traditionellen Orchester mit Bläsern und Streichern unter der Leitung von Marcel Carivene begleitet. Dubas sang das Chanson und auch Le Fanion de la Légion auf ihrer Amerika-Tournee im Jahr 1939.

### Flucht in die Schweiz und Comeback in der Nachkriegszeit
Im August 1939 befand sie sich auf einer Tournee in Südamerika, anschließend in Portugal. In Lissabon heiratete sie einen französischen Piloten, mit dem sie einen Sohn bekam. Die Deutsche Besetzung Frankreichs im Zweiten Weltkrieg beendete ihre Karriere in Paris schlagartig. Als Jüdin war sie, obwohl mit einem katholischen Nicht-Juden verheiratet, massiven Repressionen – von Auftrittsverbot, Hausdurchsuchung bis Hausarrest – durch das Vichy-Regime und die Gestapo ausgesetzt. Sie hielt sich mit ihrer Familie zunächst in der nicht besetzten Zone (Zone libre) auf, wo sie im Théâtre des Célestins in Lyon und im Casino von Nizza noch auftreten konnte. Als 1942 die Deportationen von französischen Juden in Konzentrationslager begannen, sah sie sich gezwungen, ihr Heimatland zu verlassen und in die Schweiz zu fliehen. Es gelang ihr, ein Visum von einem jungen Beamten des Commissariat Général aux Questions Juives zu bekommen. Im Oktober 1942 nahm sie einen Zug nach Genf. Sie lebte in Lausanne, sang auf Bühnen sowie im Radio, darunter 1944 im Radio Genf das melancholische, autobiografische Chanson Ce soir je pense a mon pays. Die Befreiung von Paris feierte sie mit dem Lied Les cloches de la Libération.
Bei ihrer Rückkehr nach Paris am  9. Juli 1945 erfuhr sie, dass ihre Schwester hingerichtet und ihr Neffe in ein Konzentrationslager deportiert worden war, aus dem er nicht mehr zurückkehrte.
Nach dem Krieg war ihre Beliebtheit beim Publikum ungebrochen. Sie trat ab 1946 wieder auf Pariser Bühnen auf und war 1954 der Star der Eröffnungsshow im Olympia. 1958 zog sich Marie Dubas krankheitsbedingt zurück. Geboren im 15. Arrondissement, verstarb sie 1972 im 16. Arrondissement in Paris. Sie wurde auf dem Cimetière du Père-Lachaise bestattet.

### Bedeutung
Heute ist sie weitgehend vergessen, obwohl sie in der Tradition der großen Diseuses, wie beispielsweise Yvette Guilbert (1865–1944) und Esther Lekain (1870–1960), steht, die als Künstlerin auf der Bühne die Parodie, das Komödiantische als auch das Dramatische beherrschte, „die Leute zum Lachen und zum Weinen bringen konnte und deren chanson réaliste Gänsehaut unter den Zuhörern erzeugte“.
Die Dubas war eine jener Sängerinnen, welche die junge Édith Piaf inspirierten. Marie Dubas war ihr künstlerisches Vorbild. Sie habe ihr offenbart, was es bedeutet, eine Chansonnette zu sein.
Ihre Lebensgeschichte Dubas de haut, en bas, erstmals präsentiert von der Opéra Éclaté, wird immer wieder auf französischen Bühnen aufgeführt.

### Aufnahmen
Dubas war Bühnenkünstlerin und stimmte nur bei wenigen ihrer Chansons einer Aufnahme zu. Im September 1996 gab Fremaux & Associes zwei CDs mit allen noch erhaltenen und von Columbia, Pathé und Odéon durchgeführten Aufnahmen (47 Chansons, restauriert) von Marie Dubas heraus: Marie Dubas, Integrale 1927-1945.